# Víktor Geráshchenko
Víktor Vladímirovich Geráshchenko (en ruso: Виктор Владимирович Геращенко), apodado Guerakl (la versión rusa de Heracles), (Leningrado, 21 de diciembre de 1937-Moscú, 11 de mayo de 2025) fue un banquero ruso, Gobernador del Banco de Rusia (anteriormente Banco Estatal de la URSS) durante gran parte de la Perestroika y post-Perestroika.

## Biografía
Víktor Geráshchenko nació en Leningrado el 21 de diciembre de 1937. Su padre fue un banquero soviético que dirigía el Departamento de finanzas de la Oficina de Relaciones Exteriores en la década de 1940, antes de acabar su carrera como Subgobernador del Banco Central. Debido a las conexiones de su padre, Víktor realizó una brillante carrera en el sistema bancario de la Unión Soviética. A la edad de 28 años, se convirtió en Director de la primera sucursal de un banco soviético en el extranjero, el Moscow Narodny Bank, con sede en Londres.
En 1982 Geráshchenko pasó a trabajar en el Vneshtorgbank, responsable del comercio exterior de la Unión Soviética. Siete años más tarde fue nombrado Presidente del Presidium del Banco Estatal de la URSS. En 1991, Geráshchenko se convirtió en el último Presidente del Banco Estatal de la URSS. Durante tres años, que fueron de los más difíciles para la economía rusa, dirigió un incipiente sistema bancario como Presidente del Banco de Rusia. 
Sus actividades como líder del banco central ruso fueron controvertidas: por ejemplo, fue acusado de suministrar fondos de forma ilegal a las fuerzas antirreformistas del Soviet Supremo durante la crisis constitucional rusa de 1993. Geráshchenko también ha sido acusado de ser responsable en gran medida del «Martes Negro» ruso de octubre de 1994, cuando el rublo ruso de dejó un 24 por ciento en un día. De hecho, el execonomista de Harvard Jeffrey Sachs calificó en 1995 a Geráshchenko como «el peor banquero central del mundo».
Geráshchenko dejó el cargo en 1994, pero al poco regresó tras los sucesos de la crisis financiera de Rusia en 1998. Bajo su liderazgo, la economía de Rusia se recuperó rápidamente después de la grave recesión sufrida. Gerashchenko hizo frecuentes apariciones en televisión y se hizo muy popular por su tono sarcástico, y su ácido sentido del humor. 
En marzo de 2002, Geráshchenko renunció de nuevo, alegando su avanzada edad, y aceptó el puesto de Presidente de la Junta en la compañía petrolera Yukos. Luego se unió al partido político Ródina como copresidente y logró un puesto en la Duma de Estado como su representante.
Consideró presentarse a candidato de la oposición en las Elecciones presidenciales de Rusia de 2008.

## Honores y premios
- Orden al Mérito por la Patria, de 3ª clase
- Orden de Honor
- Orden de la Bandera Roja del Trabajo
- Orden de la Amistad de los Pueblos
- Medalla de los Trabajadores Distinguidos
- Medalla Conmemorativa por el Centenario del Natalicio de Lenin
- Medalla Conmemorativa del 300.º Aniversario de la Armada de Rusia
- Medalla Conmemorativa del 850.º Aniversario de Moscú